# Caccobius mirabilepunctatus
Caccobius mirabilepunctatus là một loài bọ cánh cứng trong họ Bọ hung (Scarabaeidae).